# Igreja de Santa Sofia (Sófia)
A Igreja de Santa Sofia (em búlgaro: Църква Света София; romaniz.: tsarkva Sveta Sophia) é uma igreja localizada em Sófia, Bulgária. O nome da cidade foi tomado do nome da igreja no século XIV.

## História
A fundação da igreja remonta ao século VI sendo a igreja primitiva construída no local de duas outras igrejas anteriores do século IV. 
Anteriormente a estas igrejas, neste local se encontrava a necrópole romana da cidade de Serdica e o local, era no século II ocupado por um teatro romano.
Durante o Segundo Império Búlgaro (séculos XII a XIV) a igreja foi sede de bispado, assumindo então a cidade o nome de Sófia.
 No século XVI, durante a dominação Otomana, a igreja foi transformada em mesquita, foram-lhe adicionados minaretes e os afrescos do século XII foram destruídos. No século XIX, dois terramotos arruinaram um dos minaretes e a mesquita foi abandonada. Trabalhos de restauro só tiveram lugar depois de 1900.
A Igreja de Sgia Sophia é presentemente considerada uma das mais valiosas peças da arquitetura paleocristã do sudeste europeu. O edifício atual é uma basílica com planta em cruz e três altares. O pavimento está revestido de mosaicos com complexa ornamentação paleocristã ou motivos vegetalistas e zoomórficos. Por se encontrar no local de uma antiga necrópole, vários túmulos têm sido encontrados por baixo ou em redor da igreja. Alguns dos túmulos ainda apresentam afrescos.
Nos tempos modernos, acredita-se erradamente que o nome do templo deve-se à mártir romana do século II também chamada de Santa Sofia e que recentemente até se tornou na padroeira da cidade, e não à Divina Sabedoria (Hagia Sophia). De acordo com a crença popular, acredita-se que os poderes da mártir Santa Sofia protegeram o templo das invasões e dos acidentes naturais durante todos estes séculos.
No exterior da igreja encontra-se o Monumento ao Soldado Desconhecido em honra dos soldados falecidos na Primeira Guerra Mundial.

## Arquitetura
Acredita-se que o templo, com planta bizantina típica de três naves, foi a quinta estrutura a ser edificada no local e foi construída durante o reinado do imperador bizantino Justiniano (r. 527–565), em meados do século VI. É portanto, contemporânea da famosa basílica de Santa Sofia de Constantinopla.

## Galeria

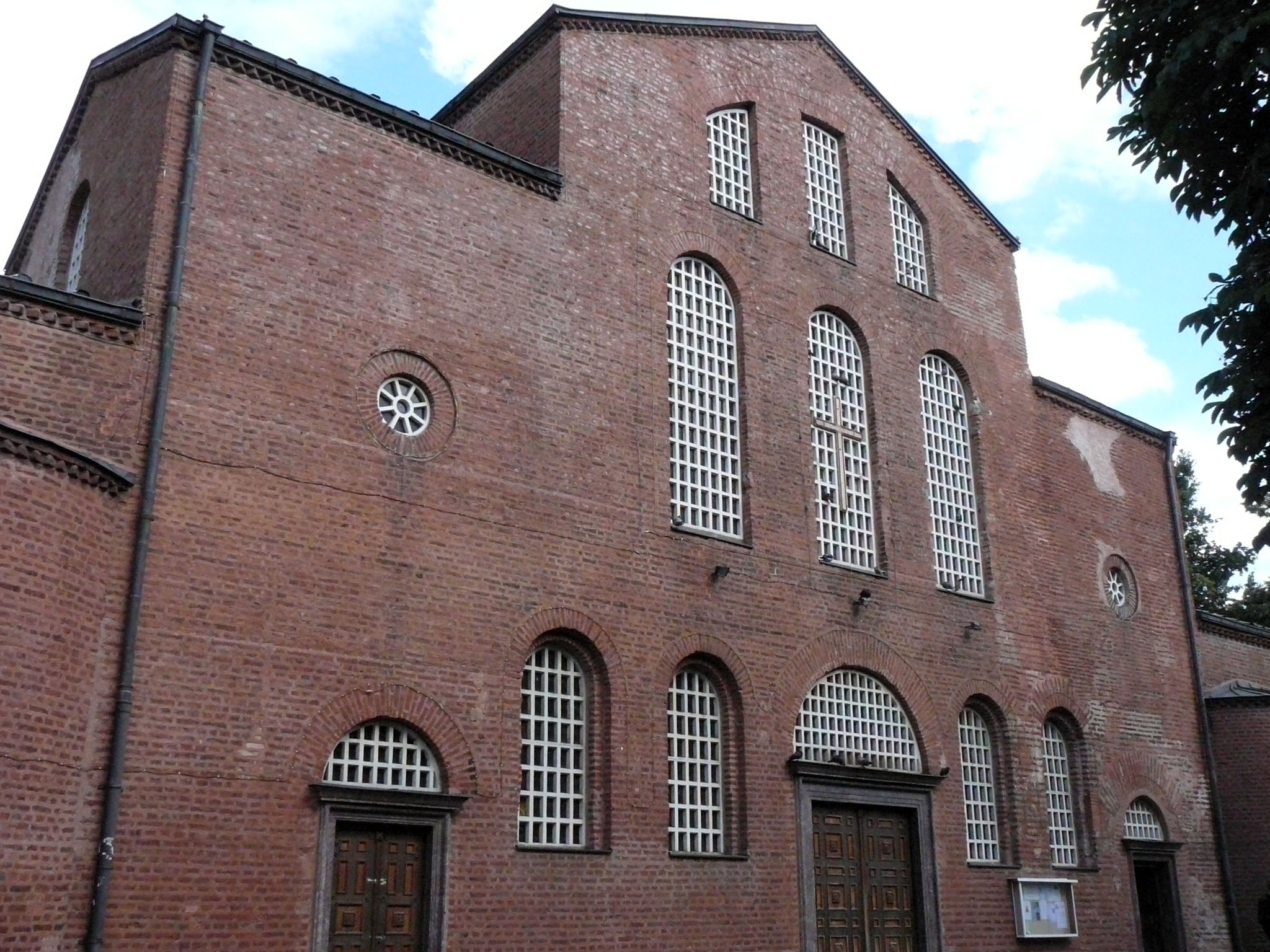
Vista da fachada atual
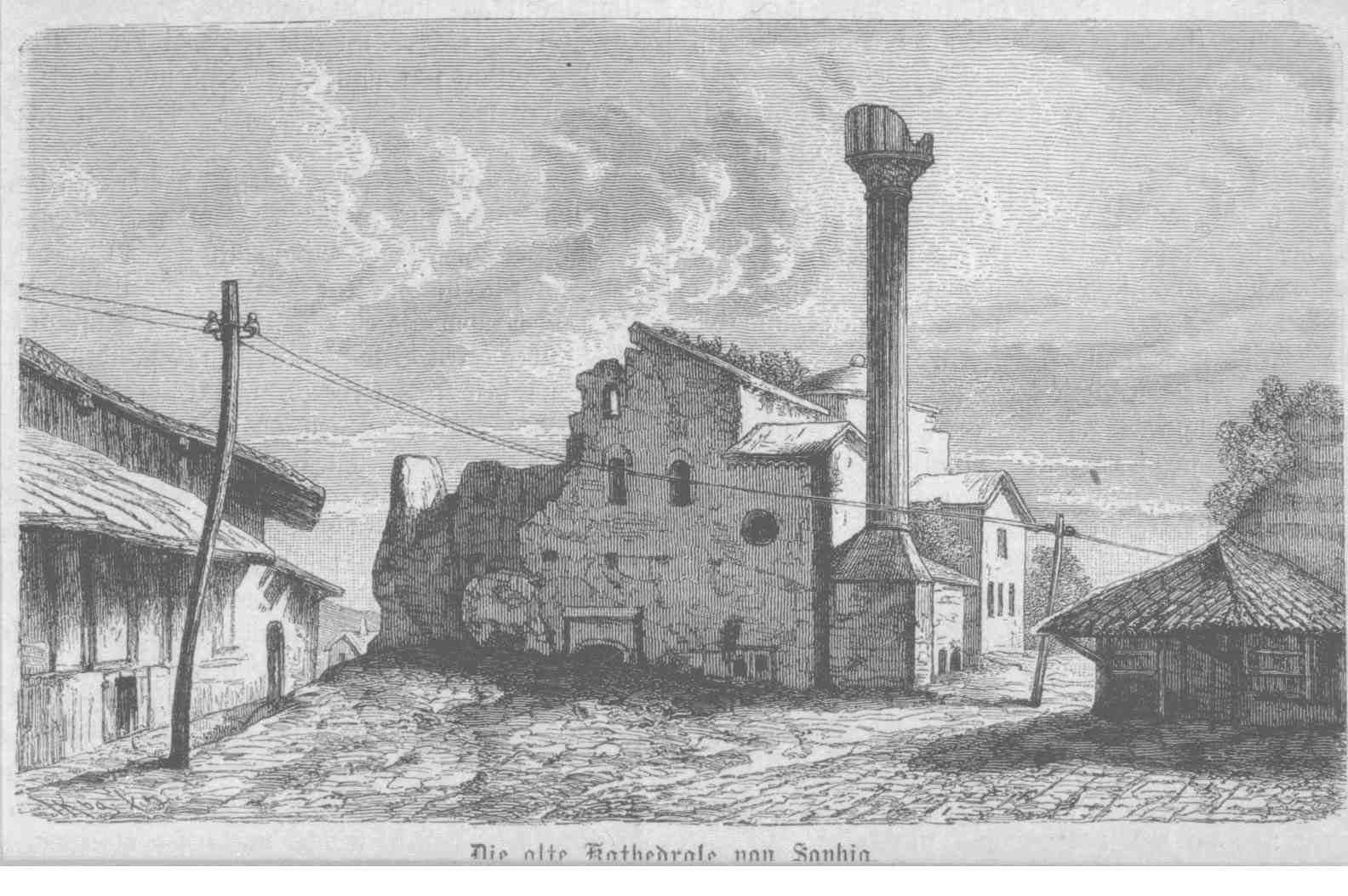
Vista da fachada em 1878
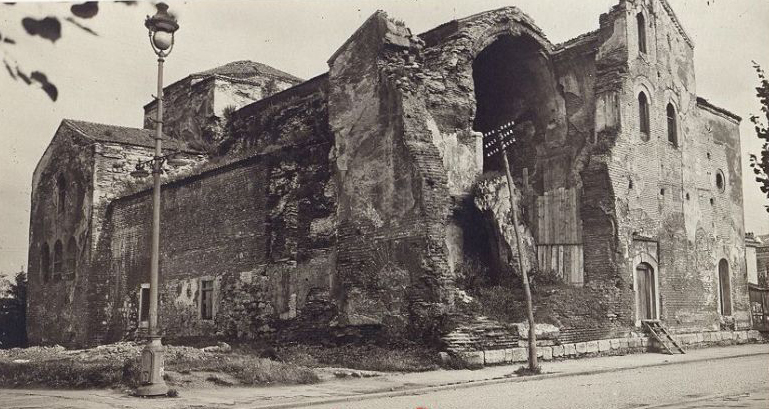
Vista da igreja por volta de  1915